# Skambankt
Skambankt (Verprügelt oder zusammengeschlagen) ist eine norwegische Hard-Rock-Band aus Klepp, einem kleinen Ort südlich von Stavanger. Sie spielen eine Mischung aus klassischem Rock ’n’ Roll, Punk und Hardrock, in der Tradition von Bands wie Motörhead, AC/DC, Sex Pistols, Ramones und The Stooges. Die Texte sind komplett auf Norwegisch, und sie vermitteln die ursprünglichen Ideen des Punk: Gegen den Staat, gegen das System, gegen Korruption, Kapitalismus, Überwachung, religiösen Fanatismus und ganz grundsätzlich gegen Hass und Verrat.

## Geschichte
Die Band wurde schon 1994 gegründet. Damals bestand sie aus Ted Winters (eigentlich Terje Vinterstø, auch bekannt als Killmaster aus Kaizers Orchestra) an der Gitarre und am Gesang, Don Fist (Tollak Friestad) am Bass und Hans Panzer (Hans Egil Løe) am Schlagzeug. Damals reichte es jedoch nur für einige wenige Liveauftritte und Demo-Aufnahmen. Zehn Jahre später trafen sich die ehemaligen Skambankt-Mitglieder auf einer Junggesellenparty. Da auf der Party eine Bühne mit kompletter Backline aufgebaut war, kam es irgendwann nach Mitternacht zu dem Entschluss, Skambankt wieder aufleben zu lassen. Dieses Mal war es einfach, einen Plattenvertrag zu bekommen, und nachdem Hans Panzer an die zweite Gitarre gewechselt war und die Schlagzeugstöcke an Tom Skalle (Tom Erik Løe) weitergegeben hatte, war die Band bereit, ihr erstes selbstbetiteltes Album Skambankt aufzunehmen, das dann 2004 erschien.
Seitdem haben Skambankt viele Konzerte und Festivalauftritte in Norwegen, Dänemark und Deutschland gespielt. Als bisheriger Höhepunkt gilt ihr Auftritt beim Roskilde-Festival 2005, wo sie vor 20.000 Zuschauern spielten.
2005 wurde die EP Skamania veröffentlicht, die sechs neue Lieder und zwei Videos enthielt. Außerdem gab es einen Besetzungswechsel, als Bones Wolsman (Børge Henriksen) als Ersatz für Tom Skalle in die Band kam.
2007 veröffentlichten Skambankt ihr zweites Album Eliksir. Die erste Single Tyster (Spitzel) wurde regelmäßig im norwegischen Radio gespielt, und das Album selbst bekam gute Kritiken. Für das Lied Dynasti nahmen Skambankt auch ein Video auf. Das Album stieg auf Platz 8 in die norwegischen Charts ein.
Am 26. Januar 2009 erscheint das dritte Album Hardt Regn. Es wurde im September 2008 im Bekk Studio in Jæren aufgenommen und von Skambankt selbst produziert. Die Vorab-Single Malin erschien schon im Oktober 2008.

## Diskografie

### Alben
| Jahr | Titel              | Höchstplatzierung, Gesamtwochen, AuszeichnungChartsChartplatzierungen (Jahr, Titel, Platzierungen, Wochen, Auszeichnungen, Anmerkungen) | Anmerkungen |
| Jahr | Titel              | NO | Anmerkungen |
| ---- | ------------------ | --- | ----------- |
| 2004 | Skambankt          | — |             |
| 2007 | Eliksir            | NO8 (7 Wo.)NO |             |
| 2009 | Hardt regn         | NO5 (6 Wo.)NO |             |
| 2010 | Søvnløs            | NO2 (10 Wo.)NO |             |
| 2014 | Sirene             | NO1 (5 Wo.)NO |             |
| 2018 | Horisonten brenner | NO6 (2 Wo.)NO |             |
| 2019 | 1994               | NO15 (1 Wo.)NO |             |
| 2021 | Jærtegn            | NO13 (1 Wo.)NO |             |
| 2022 | Ti                 | NO3 (1 Wo.)NO |             |

### EPs
- 2005: Skamania